# Elimförsamlingen i Jakobstad
Elimförsamlingen i Jakobstad (Elim Jakobstad) är en pingstförsamling i Jakobstad i Österbotten i Finland. Församlingen grundades 1923 av ett ättiotal meldermen och är en av de äldsta pingstförsamlingarna i Finland. År 1930 blev församlingens första kyrka klar i Skata. Nuvarande kyrkan på Stationsvägen invigdes pingsten 1982.

## Föreståndare
- 1937: Alfons Andström
- 1939–1941: Johan Fredriksson
- 1942: Samuel Klemetz
- 1945–1950: Alfons Andström
- 1950–1953: Samuel Bingmert
- 1953–1959: Viktor Svarvar
- 1960: Paul-Eric Taubert
- 1961–1964: Gerhard Gustafson
- 1964–1972: Lars Koskinen
- 1972–1981: Rafael Hjort
- 1982–1987: Arne Herberts
- 1988–1995: Kenneth Witick
- 1995–1998: John Liljetström
- 1998–2003: Ralf Dahl
- 2004–2011: Håkan Nitovuori
- 2012–ff: Patrik Abrams